# Городоцька Дача ІІ (пам'ятка природи)
Городо́цька Да́ча ІІ — ботанічна пам'ятка природи місцевого значення в Україні. Розташована в межах Хмельницького району Хмельницької області, на схід від села Велика Яромирка.
Площа 0,4 га. Статус присвоєно згідно з рішенням облвиконком від 14.07.1977 року № 213. Перебуває у віданні ДП «Ярмолинецький лісгосп» (Ярмолинецьке л-во, кв. 69, вид. 10).
Статус присвоєно для збереження невеликої частини лісового масиву «Городоцька Дача» з цінними насадженнями сосни.